# San Polo

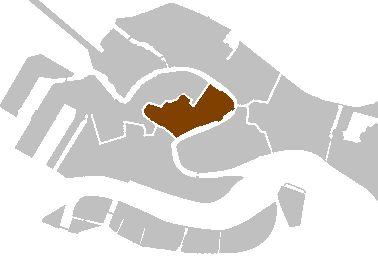
O sestiere de San Polo em Veneza.

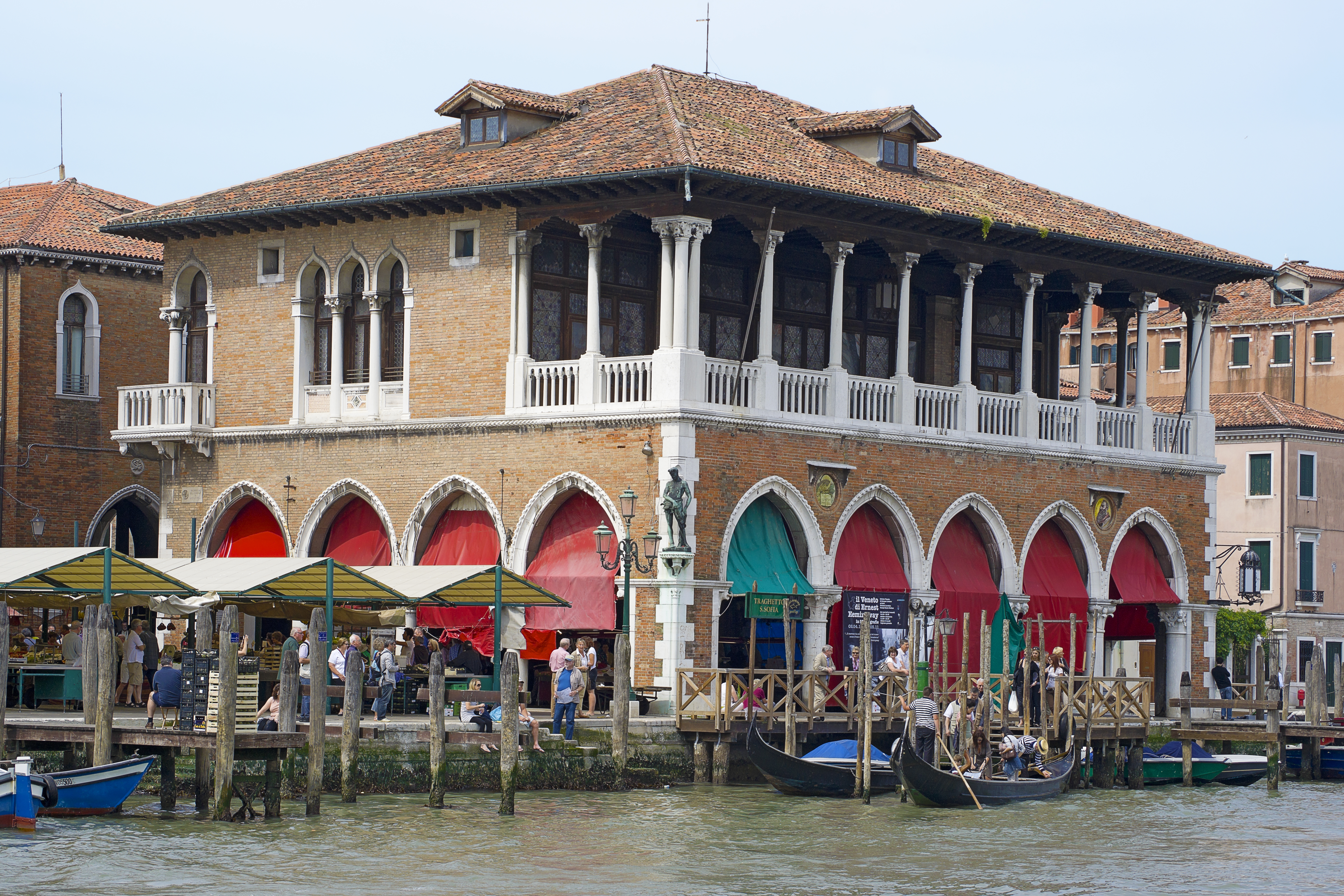
A pescheria, mercado de peixe de Veneza.

San Polo é o menor dos sestiere de Veneza. É neste sestiere com uma área de 35 hectares ao longo do Grande Canal de Veneza que se situa o principal mercado da cidade desde 1097. 
É uma das partes mais antigas da cidade, tendo sido povoado antes do século IX, quando, em conjunto com San Marco fazia parte das Ilhas Realtinas. Recebeu o seu nome do santo evocado na Igreja de San Polo. Está ligado com os bairros da margem direita do Grande Canal pela ponte de Rialto desde o século XIII. A parte ocidental do bairro é conhecida atualmente pelas suas igrejas, enquanto que a oriental, por vezes chamada simplesmente "Rialto", é conhecida pelos palácios e pequenas casas.
Entre os atrativos de San Polo encontram-se a ponte de Rialto, a igreja de San Giacomo de Rialto (segundo a lenda, a mais antiga da cidade), o Campo San Polo (a maior praça da cidade depois da Praça de São Marcos), a Casa de Goldoni (a casa de Carlo Goldoni, perto de San Tomà, do Grande Canal e do Campo San Polo), a basílica de Santa Maria Gloriosa dei Frari, a igreja de São Roque e a Escola Grande de São Roque.